# 755 (アプリケーション)
755（ナナゴーゴー）は、サイバーエージェントが提供するスマートフォン向けアプリケーションソフトである。

## 概要
「堀江貴文氏仮釈放後第一弾プロジェクト」として立ち上げられたもので、サイバーエージェントと、堀江らが出資する株式会社SNS（現・インターステラテクノロジズ株式会社）が2013年6月3日に共同で設立した「株式会社7gogo」により、2014年2月13日に提供を開始した。
参加者がさまざまなテーマで「トーク」を展開し、その「トーク」に対してほかの参加者が「やじうまコメント」（いわゆる「レス」）を付けたり、自分のトークに引用したりできる機能を備えている。いわゆるインスタントメッセンジャーアプリまたはチャットアプリの一つに位置づけられるが、LINEをはじめとする従来のメッセンジャーアプリが1対1（または仲間同士）のクローズドなコミュニケーションを前提としているのに対し、755ではトークやコメントの内容はすべてオープンとされることが前提となっており、サイバーエージェント代表取締役の藤田晋はサービス開始当初は「メディア的な側面の強いサービス」と考えていたと話し、実際に使ってみての感想としては、位置づけを「Twitterとブログの中間かな」と感じたという。
2014年6月以降、トークを開設できるユーザーアカウントをアメーバブログ開設者を中心とした著名人に集中的に展開したこと、さらには755アカウントを持つアイドルらを使い「芸能人・有名人の返信率92%以上」と謳ったテレビCMを2014年末から2015年始にかけて集中的に投下した影響もあって、この年末年始だけで約200万ダウンロードを達成し、累計ダウンロード数も250万ダウンロードを超えたという。ちなみに、この「返信率92％以上」という数字は、“755を利用する著名人の92％がやじうまコメントに返信を行っている”という意味であって“92%のユーザーが自分宛の返信をもらえる”という意味ではないといい、誤解を招くとしてこのキャッチコピーは後に撤回された。
上述のような形でユーザー数の拡大を図っていたが、今後の事業展開について、サイバーエージェントは2015年9月期第3四半期決算説明会での質疑応答の席で「芸能人・著名人に紐づくファンをベースにしたアプリだと成長拡大が見込めない」としており、今後は一般ユーザー同士での交流を前提とした形でサービスの方向性の転換を図る予定と説明している。
2023年6月1日、運営会社の株式会社7gogoを親会社であるサイバーエージェントが吸収合併。経営資源の効率化を進めることを目的としており、引き続きサイバーエージェントにて提供される。

### 開発の経緯
藤田晋によると、証券取引法違反（ライブドア事件）で収監されていた堀江貴文が仮釈放された際に、堀江が藤田に「LINEのようなアプリをなぜ作らないのか」と持ちかけ、その方向性を探る中で、藤田が見城徹（幻冬舎社長）や秋元康ら6人でやっている「ハワイ会」というLINEグループでの見城のコメントが「やたらおもしろい」ということに着目し、「これにユーザーが『やじうま』のようにコメントをつけることができたら、それまでにない新しいサービスになるのではないか」との発想から本サービスの開発に至ったという。また、堀江からも『Hotwired（現在のWIRED.jpの前身）にあった公開討論のようなサービスはどうか』という話を持ちかけられたのもサービスの方向性を定めるきっかけの一つとなっているという。
ちなみに、サービス名称の「755」とは、堀江が収監されていた長野刑務所での囚人番号に由来している。なお、SNSの株式を50%保有する堀江はファウンダーという立場であり、同時に7gogoには設立者の1人として参画したという。

## CMキャラクター
- AKB48（2014年12月 - ）[9]
- E-girls（2015年1月）[10]
- 乃木坂46（2015年3月20日 - ）[11]
- 三代目J Soul Brothers（2015年3月28日 - 2015年4月下旬 ）[12]

## 関連書籍
- 見城徹『たった一人の熱狂-仕事と人生に効く51の言葉-』双葉社、2015年3月18日。ISBN 978-4575308419。
幻冬舎社長の見城による755上でのトークをまとめた書籍。